# Limberg Gutiérrez
Limberg Gutiérrez Mariscal (né le 19 novembre 1977 à Santa Cruz de la Sierra en Bolivie) est un joueur de football international bolivien, qui évoluait au poste de milieu de terrain.

## Biographie

### Carrière en sélection
Avec l'équipe de Bolivie, il dispute 53 matchs (pour 4 buts inscrits) entre 1997 et 2009. Il figure notamment dans le groupe des sélectionnés lors des Copa América de 1997, de 1999, de 2001 et de 2004.
Il joue également la Coupe des confédérations de 1999.

## Palmarès
| Club Booming - Championnat de Bolivie (2) : - Champion : 1998 et 1999. |  | Club Bolívar - Championnat de Bolivie (3) : - Champion : 2004 (Ouverture), 2005 (Adecuacion) et 2006 (Ouverture). |  | Nacional - Championnat d'Uruguay (1) : - Champion : 2001. |